# Szabolcska László
Szabolcska László (Marosfelfalu, 1897. november 12. – Budapest, 1957. november 11.) erdélyi magyar irodalomtörténész, református lelkész, egyházi író, Szabolcska Mihály fia.

## Életútja, munkássága
Középiskoláit Temesváron végezte, majd Kolozsváron, Debrecenben és Budapesten folytatott református teológiai (utóbbival párhuzamosan az egyetemen bölcsészeti) tanulmányokat, majd Budapesten szerzett bölcsészdoktori diplomát is. Angliában tett hosszabb tanulmányút után 1923-tól Temesváron előbb másodlelkész, majd apja nyugdíjba vonulása után, 1928-tól parókus lelkész, 1931-től esperes. 1935-ben költözött Magyarországra, ahol haláláig a Budahegyvidéki Református Egyházközség lelkipásztora volt.
1929-től a temesvári Arany János Társaság elnöke, az Országos Magyar Párt (OMP) bánsági tagozata elnöki tanácsának tagja.
Versei, cikkei, tanulmányai jelentek meg különböző bánsági és erdélyi folyóiratokban. Előadásaival támogatta a Bánsági Magyar Közművelődési Egyesület működését.

## Kötetei
- Gárdonyi Géza élete és költészete (Temesvár. 1925);
- Hívogatás (egyházi beszédek, Temesvár, 1928);
- Utak Betlehem felé (egyházi beszédek, Temesvár, 1931);
- Szabolcska Mihály (életrajz és méltatás, Ravasz Lászlóval, Debrecen, 1943).